# Stephan Molitor (Gernrode)
Stephan Molitor († um 1555/76) war ein deutscher Jurist und Geistlicher. Er war der erste evangelische Pfarrer und Superintendent von Gernrode im Harz.

## Leben
Molitor wurde 1511 erstmals als Diakon für das Kanonissenstift Gernrode erwähnt. 1519 schickte ihn die Äbtissin Elisabeth von Weida zum Studium in das reformatorische Wittenberg. 1521 kehrte Molitor nach Gernrode zurück. Von 1525 ist der Entwurf zu einer Gottesdienstordnung nach reformatorischem Vorbild erhalten, inwieweit er umgesetzt wurde, ist nicht bekannt. Stephan Molitor war einer der ersten Geistlichen, die heirateten. 
Seit 1528 trat er mehrmals als Notar für die Äbtissin in Urkunden auf. 1533 wurde erstmals eine neue Elementarschule erwähnt, die wahrscheinlich von der neuen Äbtissin Anna von Plauen nach Anregungen von Molitor und ihrer Vorgängerin eröffnet wurde. In diesem Jahr wurde auch die Stiftskirche in eine Pfarrkirche für die Stadtbevölkerung umgewandelt.
1545 fand die erste Kirchenvisitation unter Stephan Molitor statt, der inzwischen Superintendent war. Sein Todesjahr ist unbekannt. Um 1577 belehnte die Äbtissin Sibylla von Anhalt seine Witwe mit einem Stück Ackerland.

## Name
Molitor ist die latinisierte Form von Müller, er wurde auch zuweilen als Stephanus Mylius genannt, was eine gräzisierte Form ist. Diese Arten der Namensveränderung waren im 16. Jahrhundert häufig.